# Comitatul Saare
Saare (estonă Saare maakond) este unul din cele 15 comitate din Estonia. Comitatul Saare include insula Saaremaa și alte insule minore înconjurătoare. Reședința sa este orașul Kuressaare.

## Orașe
- Kuressaare (reședință)

## Comune
- Comuna Muhu
- Comuna Ruhnu
- Comuna Saaremaa